# 和平县革命烈士纪念碑
和平县革命烈士纪念碑，位于中国广东省河源市和平县县城，为和平县的一个县级文物保护单位，类型为近现代重要史迹及代表性建筑，公布时间为1983年8月。
和平县革命烈士纪念碑建于1957年。